# Marilucha
María Luisa García Montero Koechlin (Lima, 1923 - 6 de junio de 1968) fue una periodista peruana conocida bajo el pseudónimo de Marilucha y por sus colaboraciones en revistas como "Limeña", "Vanguardia" y fundamentalmente por su columna social Cocktail Party, en Caretas.

## Biografía
Fue hija de Eduardo García Montero y María Luisa Koechlin Pérez Rodulfo. 
Calificada por la conocida periodista de "La Prensa" Elsa Arana como "la niña terrible del periodismo peruano", fue una personalidad destacada en su época. Fueron ella y sus crónicas las que inspiraron a Rafo León y Fedor Larco a escribir al alimón “Marité”, pieza de teatro que interpretó el grupo Telba en 1983, según escribió Teresina Muñoz-Nájar.
En su libro, Díaz Paredes escribió: 

... Había viajado por medio mundo y tenía por amistades a escritores de la talla de Andre Malraux el célebre autor de la condición humana. Había reporteado a estrellas de cine, a millonarios, a toreros y a todo dignatario que hubiera pisado la Casa de Pizarro. Entre sus víctimas estaban Brigitte Bardot, Onassis, Marìa Callas, Chaplin, Picasso y Manuel Prado, a quienes entrevistaba con audacia. Pero más allá de la inmediatez periodìstica, ella era capaz de desenvolverse sin miedo a la crítica en cualquier debate sobre Marx, Engels, el materialismo històrico, Dionisio o Sócrates. (...) Era mordaz, elegante, alturada, bohemia, patriótica, revolucionaria, jodida, franca, difìcil, extraña, tierna, déspota, sensible, comprensiva, enhiesta, amorosa, cordial, todo, todo era ella a un mismo tiempo. Esa era María Luisa. Ella era una mujer que avasallaba... ("Las Mujeres de Haya", pp. 174).

Murió trágicamente, a los 45 años de edad, en junio de 1968, posiblemente suicidándose sin motivo conocido, pero existen autores que sin señalar la fuente indican que fue por despecho, por un desengaño amoroso con Víctor Raúl Haya de la Torre, el fundador del aprismo ("Llámalo amor si quieres", pp. 23) y hasta por el torero español Manuel Benítez, "El Cordobés" ("Las Mujeres de Haya", pp. 180).

## Premios
- Premio Jaime Bausate y Mesa (1960, otorgado por la Embajada de España en Lima).[2]
- Premio Internacional Periodístico "Medalla de Oro" (1961, Roma).[2]
- Premio de la Municipalidad de Lima (1961, en reconocimiento a su trayectoria).[2]
- Premio Nacional de Periodismo (1964).

## Obras
- Detrás de la máscara (antología de artículos periodísticos. Lima, 1963).